# モルドール
モルドール（Mordor）は、J・R・R・トールキンの『指輪物語』に登場する国名。中つ国の東よりにある山に囲まれた国で、ゴンドールの隣にある。冥王サウロンが居を構える「影の国」。（morはシンダール語で黒や暗いを意味するが、クウェンヤで影を意味し、dorは国土、国を意味する。）
モルドールの北部には黒門（モランノン）があり、鉄壁の守りを誇っている。また、西側の山脈（影の山脈、エフェル・ドゥアス）にはサウロンの第一の臣下でありモルドール軍の司令官でもある指輪の幽鬼の一人アングマールの魔王の守るミナス・モルグルの塔がある。『指輪物語』では、二人の指輪所持者、フロド・バギンズとサム・ギャムジーは、魔王の出陣を目撃している。
この国の西部はゴルゴロス高原と呼ばれ、滅びの山オロドルインのせいかサウロン自身が原因かはわからないが、草一本生えない荒涼たる土地である。（『指輪物語』の中ではシダ、いばらが生えている描写がある）
モルドール全土が荒れ地という訳ではなく、東部のヌアネン湖の周辺には広大な農場が広がり、奴隷を使った収穫が行われているという。また、モルドールに朝貢する多くの国に通じる立派な道路も南部や東部には開かれている。そして、オロドルインの麓にはサウロンの砦であるバラド＝ドゥーアがある。
第三紀の終わりのサウロンの滅亡とともにモルドールは滅亡し、西部はゴンドールの影響下に置かれ、東部はエレッサール王（アラゴルン）が解放された奴隷たちに与えた。